# Праліси і квазіпраліси Буркутського лісництва
Праліси і квазіпраліси Буркутського лісництва — пралісова пам'ятка природи місцевого значення. Об'єкт розташований на території Верховинського району Івано-Франківської області, ДП «Верховинське лісове господарство», Буркутське лісництво, квартал 14, виділ 19; квартал 15, виділи 4, 7, 11, 13, 14, 15, 17; квартал 17, виділ 4; квартал 18, виділ 14; квартал 23, виділи 5, 16, 17, 20, 22.
Площа — 227,4 га, статус отриманий у 2020 році.